# John Barbour (Dichter)
John Barbour (* nach 1316; † 13. März 1395 in Aberdeen) ist der älteste nationale Dichter Schottlands.

## Leben
Barbour wurde 1357 Archidiakon von Aberdeen und erhielt vom englischen König Eduard III. die Zusicherung freien Geleits, um in Oxford zu studieren. Im gleichen Jahr beteiligte er sich auch an den Verhandlungen zur Bezahlung des Lösegelds für den in englische Gefangenschaft geratenen schottischen König David II. 1364 und 1368 begab er sich zu Studienzwecken nach Frankreich. Nach dem Tod Davids II. (1371) war er als Beamter im Haushalt des schottischen Königs Robert II. beschäftigt. Ab 1378 bezog er eine lebenslange Pension von 20 shillings.
Barbour verfasste um 1375 das später zum schottischen Nationalepos gewordene und 1571 erstmals gedruckte Gedicht The Bruce. Der Autor erzählt darin verherrlichend den vom Nationalhelden König Robert the Bruce geführten schottischen Unabhängigkeitskrieg gegen England, insbesondere sehr eingehend die 1314 ausgetragene Schlacht von Bannockburn. Das aus etwa 13 500 paarweise gereimten Achtsilbern bestehende Gedicht ist nicht nur als eines der ältesten im schottischen Dialekt verfassten Werke von sprachlicher Bedeutung, sondern auch als historische Quelle wichtig. Barbour reimt volkstümlich, verrät Geschick in der Erzählung wie in der Charakteristik und Naturschilderung und hat besondere Freude an lebendigen Szenen. Sein Vorbild ist Statius, aus dessen Thebais er kurze Episoden einschiebt.

## Werke
Es werden Barbour auch ein Epos vom Trojanischen Krieg (Legend of Troy) sowie die Legends of the Saints zugeschrieben; diese beiden genannten Werke stellen jedenfalls Übersetzungen des italienischen Schriftstellers Guido delle Colonne dar.
Ausgaben von The Bruce (Auswahl)
- The Bruce; Or, The History of Robert I, King of Scotland. Hrsg.: John Pinkerton. Band 1. G. Nicol, London 1790 (Textarchiv – Internet Archive).
- The Brus: From a Collation of the Cambridge and Edinburgh Manuscripts. The Spalding club, 1856, S. 1–488 (Textarchiv – Internet Archive).
- Archibald A. Duncan (Hrsg.): The Bruce (= Canongate Classics. 78). Canongate Books, Edinburgh 1999, ISBN 0-86241-681-7.